# Perejaszlavi szerződés
A perejaszlavi szerződést 1654-ben kötötte egymással Bohdan Hmelnickij és I. Alekszej orosz cár a zaporozsjei felkelés lezárásaként. A szerződés értelmében az ukrán területek kimondták csatlakozásukat az orosz cárhoz.

## Története
1653. október 1-jén a zemszkij szobor elhatározta, hogy az egész Zaporozsjei Hadat a cár „magas uralkodói keze alá” veszi. A 250 fős moszkvai delegáció 1653 decemberének végén érkezett Ukrajnába Vaszilij Buturlin bojár vezetésével. Hmelnickij 1654. január 18-án az Uszpenszkij templom előtt a nyílt népi radához szegezte a kérdést: „…velünk együtt válasszatok uralkodót a négy közül, akit akartok. Első a török szultán, aki sokszor hívott bennünket uralma alá; a második a krími kán; harmadik a lengyel király; negyedik a Nagy-Oroszország uralkodója, Alekszej Mihajlovics cár és nagyfejedelem… válasszatok, akit akartok”. A hetman részletesen kifejtette, hogy az első két jelölt eltérő vallású, a lengyel király pedig ellenségesen viszonyult Ukrajnához. Valós támogatásra és segítségre csak Alekszej Mihajlovics cártól számíthatnak. A rada egyöntetű állást foglalt Moszkva mellett.
A rada berekesztése után a perejaszlávi ezred kancelláriáján Buturlin átnyújtotta a hetmannak a cár befogadó okmányát. Az ünnepélyes ceremónia az Uszpenszkij templomban folytatódott, ahol Isten színe előtti eskütétellel kívánták megerősíteni a szerződést. Az eskütétel azonban nem zajlott zökkenőmentesen, ugyanis Hmelnickij – a lengyelekkel kötött szerződésekhez szokva – úgy gondolta, hogy bilaterális eskütételre fog sor kerülni. Az esküje után szerette volna, ha a cár ígéretet tesz arra, hogy megvédi Ukrajnát a lengyelektől, és tiszteletben tartja jogaikat és privilégiumaikat. Buturlin kategorikusan elzárkózott az eskütől, hiszen a cár senkinek sem az alattvalója, nem tesz ilyen esküt, mert az ő szava szent és megkérdőjelezhetetlen. Ennek a merev magatartásnak a hatására Hmelnickij és a kozák sztarsina kivonultak a templomból, hogy tanácskozzanak a kialakult helyzetről. Arra jutottak végül, hogy egy lényegében formalitási kérdés miatt nem kockáztatják a cár jóindulatát, ezért visszatértek a templomba, ahol letették az egyoldalú esküt. Ezen és a következő napon 284-en fogadtak örök hűséget – a Biblia és a feszület megcsókolásával – a moszkvai küldöttség előtt.
A hetmani beiktatás a hatalmi jelvények átadásával történt meg. Buturlin átnyújtotta a Zaporozsjei Had új zászlaját, a jogart helyettesítő buzogányt, a kaftánt, majd az okosságot, bölcsességet jelképező sapkát.

## Rendelkezései
Az államügyek, illetve a kül- és belpolitikai kérdések tisztázására január 20-22 között került sor. A legfontosabb kérdés a Rzeczpospolitával és a Krímmel fennálló viszony revideálása volt. A célkitűzés a lengyelek diplomáciai ellehetetlenítése, amely nagyban megkönnyíti az ellenük tervezett orosz-ukrán hadjáratot. Ebben kulcsszerepet játszottak a krímiek, hiszen 1648 óta szövetségben voltak a kozákokkal, ígéretet tettek arra vonatkozóan, hogy a „hetman ellensége a kán ellensége is”. Hmelnickij úgy vélte, hogy ez az egyezség továbbra is érvényben van, amennyiben mégsem így áll a helyzet, akkor tengeri portyák fenyegetésével meggyőzhető a kán.
A kozák privilégiumok megvitatására szintén január 20-22 között került sor a nyilvánosság kizárásával. A sztarsina 23 pontban foglalta össze, és juttatta el követeléseit Alekszej Mihajlovicshoz. A szerződés tartalmazta a Zaporozsjei Had (1. cikkely), valamint a kozák nemesség (3., 17. cikkely) jogainak és szabadságainak elismerését. Több cikkely foglalkozott a kozákság jövedelmeinek kérdésével: megállapították a Zaporozsjei Had javadalmazását (8-12., 21. cikkely), valamint biztosították, hogy az özvegyeket és gyermekeiket megillető járandóságok sértetlenek maradnak (7. cikkely), végül megállapították a kijevi metropolita járandóságát (18. cikkely). Az adófizetés a cárnak közbenjárási járadék formájában történt (15-26. cikkely), az adót helyi megbízottak szedték be (4. cikkely). A csihirini sztarosztaság a hetmani jogar birtokába került (5. cikkely).
A kérvény öt pontja Ukrajna külpolitikai helyzetére vonatkozott. A cár csapatokat küldött Szmolenszk alá és biztosította Ukrajna határainak védelmét 3000 katonával (19-20. cikkely). A Krím ellenében Kodak várának megerősítése és fenntartása (23. cikkely). A zaporozsjei szics védelmének megerősítése és lőszerekkel való ellátása, az ottlévők zsoldba állítása (22. cikkely). „Az idegen országból a Zaporozsjei Hadhoz jó szándékkal érkezett követeket szabadon fogadhassa a hetman, és emiatt cár őfelsége haragot ne tartson”. Sőt hetmani jelentéstétel ellenében azt is kívánták, hogy Moszkvával ellenséges népek követeit is fogadhassa a hetman (14. cikkely).
Az önrendelkezési jogot szolgálta az a rendelkezés is, mely szerint a hetmant a Zaporozsjei Had választja, a cár pedig „tudomásulvételi” joggal rendelkezik a kérdésben (6.cikkely).
Hamarosan a moszkvai küldötteknek 117 ukrán településen 127 338 fő fogadott hűséget.

## A márciusi cikkelyek
A januári 23 pont írásba foglalása után Szamojlo Bogdanov hadbíró és Pavel Tyetyerja ezredes vezetésével egy kozák küldöttség indult Moszkvába a privilégiumok becikkelyezésének érdekében. A 1654. március 27-én kiadott „márciusi cikkelyek” a későbbi hetmanok számára alapdokumentumként szolgált.
A márciusi cikkelyek alapja a januári megegyezés lett néhány módosítással. A hetman külkapcsolatainak részleges ellenőrzése azt jelentette, hogy „a jó szándékkal érkezett követeket” a kozákok szabad fogadhatták és elbocsáthatták, azonban írásban tájékoztatniuk kellett a cárt a fejleményekről. A „cár őfelsége ellenes ügyben érkezett követeket” azonban a Hadban kellett tartóztatniuk, elbocsátásukra csak a cár adhatott engedélyt. A Portával és a Rzeczpospolitával a cár engedélye nélkül nem léphettek kapcsolatba.
Az adózás kérdésének eldöntésére a cár követeket küldött a jövedelem összeírására, és az erődítmények – úgy, mint Kodak és a Szics – ellátása az összegyűlt jövedelmektől függött.

## A szerződés eltérő értelmezései
Az Uszpenszkij templomban lezajlott incidens jól érzékeltette a szerződő felek eltérő érdekeit, és a szerződés felek általi eltérő értelmezését. Ugyanakkor – a problémák ellenére – a perejaszlávi szerződés megkötése fordulópontot jelentett Ukrajna, Oroszország, sőt egész Kelet-Európa történelmében. A korábban elszigetelt és elmaradott Moszkva egy jelentős lépést tett ezzel a nagyhatalmak sorába való belépéshez, miközben Ukrajna sorsa elválaszthatatlanul összefonódott Oroszországéval.
Az ukránok és az oroszok között később kialakult konfliktusok okán a szerződés értelmezése számtalan ismétlődő vita tárgyát képezte a történészek között. A helyzet problematikáját tovább növelte a tény, hogy az eredeti dokumentumok elvesztek, és csak pontatlan másolatok és fordítások maradtak fönn. Sőt egyes feltételezések szerint ezek nem mások, mint nyilvánvaló hamisítványok, melyeket a cár írnokai készítettek.
Általánosan öt elfogadott nézett látott napvilágot a szerződés értelmezésében. Egyes történészek – mint például Vaszilij Szergejevics orosz jogtörténész – szerint az 1654. évi szerződés egy perszonálunió volt Moszkva és Ukrajna között, melyben a két fél közös uralkodóval rendelkezett, de megőrizte külön kormányzatát. Ez azonban megcáfolható, ugyanis míg a szerződést örökérvényűnek nyilvánították, addig a perszonálunió általában ideiglenes jelleggel működik. A közös uralkodónak ebben az esetben egyszerre két jogi személyként kell léteznie, 1654-ben pedig ez nem mondható el a cárról, ugyanis a cár nem lehetett egyben Ukrajna hetmanja is.
Más nézetek szerint a szerződés reálunióként értelmezendő. Ennek azonban ellentmond, hogy a két fél nem követett egységes külpolitikai irányvonalat, amely pedig a reálunió egyik sarkalatos pontja. Ezzel szemben a márciusi cikkelyek tág mozgásteret engedtek a hetmanoknak. Bizonyos kérdésekben megmutatkozott Ukrajna alávetett helyzete, így mellérendelt viszonyrendszerről sem beszélhetünk.
A neves ukrán történész Vjacseszlav Lipinszkij szerint az 1654. évi szerződés nem több, mint egy ideiglenes katonai szövetség Ukrajna és Moszkva között.
Az orosz Venyegyikt Mjakotyin és az ukrán Mihajlo Hrusevszkij történészek úgy látták, hogy a perejaszlávi szerződés egy olyan vazallusi viszonyt idézett elő, melyben a szuverén uralkodó, mint hűbérúr oltalma alá vette a hetmant, mint vazallusát, de felette csak közvetett hatalmat gyakorolt. Ukrajna kötelezettsége az adófizetés, a hűség, a korlátozott külpolitika betartása és katonai segédcsapatok állítása volt. A hűbéri viszony létrejöttének azonban elengedhetetlen feltétele a kölcsönös hűbéreskü, ebben az esetben pedig ez nem valósult meg, ugyanis Buturlin elutasította a cár nevében kimondott hűségeskü tételét.
Az ötödik nézőpont kialakítása a Szovjetunió Kommunista Pártjához fűződik. 1954-ben, a perejaszlávi szerződés 300. évfordulójának alkalmából kiadott nyilatkozatuk szerint a szerződés azon korszakos igény betetőzése, hogy az ukrán és az orosz nép egyesüljön. A szovjet nézőpont szerint Hmelnickij nagysága abban rejlik, hogy felismerte: „az ukrán nép üdvözülése csak az orosz néppel való egyesüléssel mehet végbe”.